# 知的生活論
知的生活論（ちてきせいかつろん）とは、知的生活の方法について論じたものを指す。

## 種類
知的生活論を必要とするものは大きく分けて二つある。一つはA学者・研究者がいかに研究するか、研究生活をいかに送るかであり、もう一つはB学者・研究者ではないが古典や学問することを重んじた生活をしたい者が、いかにしたらそういう生活を送れるかである。この両方の課題に応える論述が知的生活論である。

## 概要
何が知的生活論かの一つの目安は、下記「知的生活論の領域」に触れるかどうかである。当初は読書論とか本の検索・購入法とかが主流であったが、近頃はパソコン、インターネットの普及により、これらを利用した技術論が主流になりつつある。なお、本項目では読書論は大きな論題なので、それには触れないこととする。
日本で最初に知的生活論の領域を開拓したのは河合栄治郎である。戦後になって、知的生活論に新境地を開いたのは、梅棹忠夫の『知的生産の技術』（1969年）と渡部昇一の『知的生活の方法』（1976年）である。著者たち自身の続編も含め、多くの論者により知的生活論が出版された。下記「知的生活論者」表記は、その一例である。

## 領域
- 書斎の在り方、読書法、思索法、討論法、執筆法（原稿作法）、論文作成法
- 本の探し方（検索術）、本の購入法、古本活用法、図書館利用法
- アイディアの育て方、メモの取り方、知識の記述・保管・整理法
- 外国語学習法、辞書活用法、百科事典活用法
- セミナーの受け方、博物館活用法、フィールド・ワーク術
- パソコン術、インターネット術、ブログ・メールなど活用法

## 論者
- 河合栄治郎『学生に与う』日本評論社、1940年
- 野々村一雄『学者商売』中央公論社、1960年（新版は新評論、1978年）
- 川喜田二郎『発想法』中公新書、1967年
- 梅棹忠夫『知的生産の技術』岩波新書、1969年
- 樺島忠夫『情報・文章・システム』毎日新聞社、1970年（『書くことの意味』1972年）
- 板坂元『考える技術・書く技術』講談社現代新書、1973年
- 加藤秀俊『独学のすすめ』文藝春秋、1975年
- 渡部昇一『知的生活の方法』講談社現代新書、1976年
- 矢矧晴一郎『仕事のための読み方・書き方』日本能率協会、1976年
- 外山滋比古『知的創造のヒント』講談社現代新書、1977年
- 「知的生産の技術」研究会編[注釈 8]『わたしの知的生産の技術』講談社、1978年
- 水田洋『知の周辺』講談社現代新書、1979年
- 竹内均『私の知的鍛錬法』徳間書店、1980年
- 紀田順一郎『ワープロ書斎生活術』双葉社、1985年
- 野口悠紀雄『「超」整理法』中公新書、1993年
- 鷲田小彌太『現代知識人の作法』青弓社、1995年
- 立花隆『僕はこんな本を読んできた』講談社、1995年
- 鎌田浩毅『一生モノの勉強法』東洋経済新報社、2009年
- 読書猿